# Brasennus
Brasennus ist der Name einer keltischen Gottheit. Er wurde ein einziges Mal auf einer Inschrift eines Säulenrestes bei Nobulum Gardone Val Trompia in der Provinz Brescia (Italien) vorgefunden. Diese Inschrift trägt den Text:
Brasenno / Sex(tus) / Valerius / Primus / l(ibens) m(erito)